# Журавель індійський
Журавель індійський, або антігона (Grus antigone) — вид птахів, найбільший представник родини журавлевих. Мешкає на півдні Азії — головним чином в Індії, а також в країнах Індокитаю. Зустрічається також в Австралії. Загальна чисельність становить 15,5-20 тис. птахів, у цілому стабільна. Знаходиться під охороною міжнародних і національних законодавств.

## Опис
Найбільший журавель, його зріст в середньому становить 176 см, вага 6,35 кг, а розмах крил 240 см. Оперення блакитно-сіре. На голові і верхній частині шиї пір'я майже відсутнє. На тім'ї шкіра гладенька і має блідий зеленуватий відтінок. Інша частина голови і верхня частина шиї покрита грубою, яскравою оранжево-червоною шкірою. Горло і шия покриті жорсткими довгими волосяними щетинками. В районі вух є невеликі цятки блідо-сірого пір'я. Дзьоб досить довгий, блідо-зелений. Ноги червонуваті. Статевий диморфізм (видимі відмінності між самцями  і самками) не виражений, хоча в парі самці виглядають дещо більшими. У молодих птахів голова покрита світло-коричневими пір'ям, а цятка сірого пір'я в районі вух виражено слабо або непомітно.
Розрізняють три підвиди індійських журавлів, що розрізняються морфологічними особливостями:
- G. a. antigone — найвищий підвид. Відрізняється наявністю комірця білого пір'я на шиї і білими маховими перами;
- G. a. sharpii — дещо темніший підвид. Оперення монотонне;
- G. a. gilli — австралійський підвид.

Крім того, також відомий один вимерлий підвид цього птаха:
- † G. a. luzonica — філіппінський підвид.

## Поширення
Поширений в Південній і Південно-Східній Азії: на рівнинах півночі, північного заходу і заходу Індії, в тераях Непалу, в країнах Індокитаю — М'янмі, В'єтнамі та Камбоджі. Невеликі групи журавлів відзначені в Пакистані. У китайській провінції Юньнань і Лаосі популяція індійський журавлів або повністю зникла, або знаходиться на межі зникнення. Також із середини XX століття не реєструються випадки перебування птахів в Таїланді. У 1967 році новий підвид G.a.gilli був виявлений і зареєстрований на північному сході Австралії. Вважають, що раніше індійський журавель жив і на Філіппінах, де знаходять останки окремого підвиду G. a. luzonica, в даний час вимерлого.
Мешкає в широкому спектрі природних умов, проте необхідною умовою є наявність заболочених місць. Підвид G. a. antigone легко адаптується до присутності людини в густонаселених районах і гніздиться навіть на невеликих зволожених ділянках, якщо їх сильно не турбувати. Їх також можна зустріти на більш високих відкритих ландшафтах, порослих високою травою і чагарниками, а також на полях під паром і інших сільськогосподарських угіддях. Підвид G.a.sharpii менш толерантний до людини і повністю залежить від наявності природних заболочених земель в будь-який час року. Австралійський підвид G.a.gilli гніздиться під час місцевого сезону дощів, а в інший час року годується в більш високих районах — лугах і засіяних полях.

## Розмноження

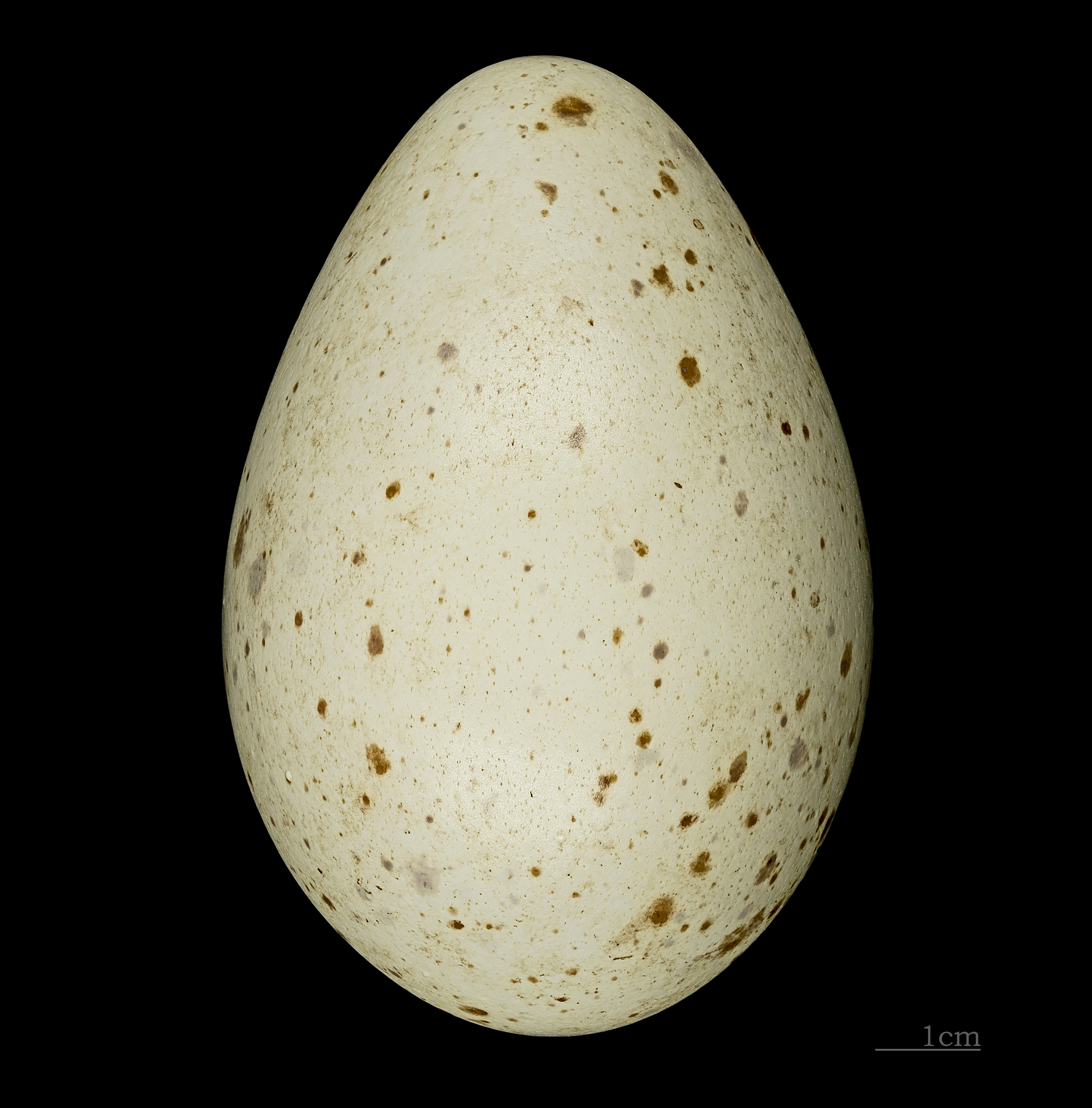
Grus antigone

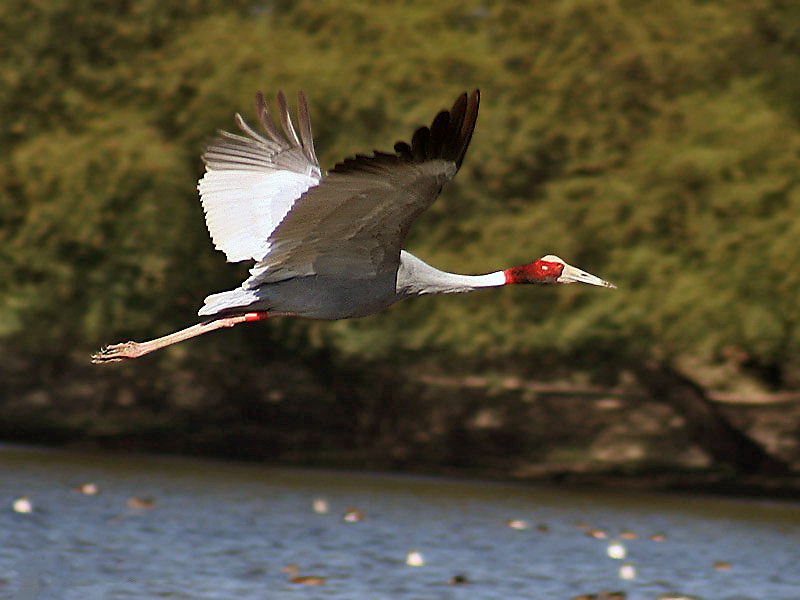
У польоті

Статева зрілість молодих птахів наступає на другому-третьому році життя. Моногамія, пари зберігаються протягом життя.
Сезон розмноження варіює залежно від кліматичних умов, але в цілому прив'язаний до сезону дощів. Завдяки осілого способу життя репродуктивність індійських журавлів вважається вище, ніж у інших видів. У Індостані розмноження відбувається в основному в липні-жовтні, після закінчення мусонних дощів, хоча може тривати і протягом року за винятком травня-червня. В Індокитаї, де мешкає G.a.sharpii, сезон розмноження прив'язаний до мусонів південно-східній Азії. В Австралії журавлі гніздяться в січні-липні.

Як і в інших видів журавлів, пара, що об'єдналася, відзначає своє з'єднання спільним характерним співом, яке зазвичай видається із закинутою головою і піднятим вертикально вгору дзьобом і являє собою низку складних протяжних мелодійних звуків. При цьому самець завжди стає на крило, а самка тримає їх складеними. Першою починає кричати самка і на кожен вигук самця відповідає два рази. Залицяння супроводжується характерними журавлиними танцями, які можуть включати в себе підстрибування, перебігання, ляскання крилами, підкидання пучків трави і нахили.
Гніздо влаштовується як в лісових, так і на відкритих трав'янистих ландшафтах, посеред постійних або сезонних мілководних боліт з хорошим оглядом, на берегах ставків, уздовж каналів й іригаційних канав і на рисових полях. На відміну від інших видів журавлів індійський журавель може побудувати гніздо в рідколіссі або на лузі, але за наявності болотистої, частково зануреної у воду, рослинності. Гніздо являє собою велику безформну купу різної доступної рослинності і може значно відрізнятися за розміром, але в середньому має близько 3 м в діаметрі в основі і близько 1 м в діаметрі на вершині.
Самка відкладає 1-3 (найчастіше 2) світлих ніжно-кремових яйця з блідими цятками. Інтервал між яйцями становить приблизно 48 годин так, що кожне наступне пташеня вилуплюється пізніше і об'єктивно стає слабкішим у порівнянні зі своїми старшими побратимами. Інкубаційний період триває 31-34 дня; обоє батьків беруть участь у висиджуванні, хоча більшу частину часу проводить в гнізді самка, а основна функція по охороні гнізда лягає на самця. Пташенята стають на крило через 50-65 днів. Як правило, виживає тільки старше пташеня, так як має більше переваг, слідуючи за батьками в пошуках їжі.

## Живлення

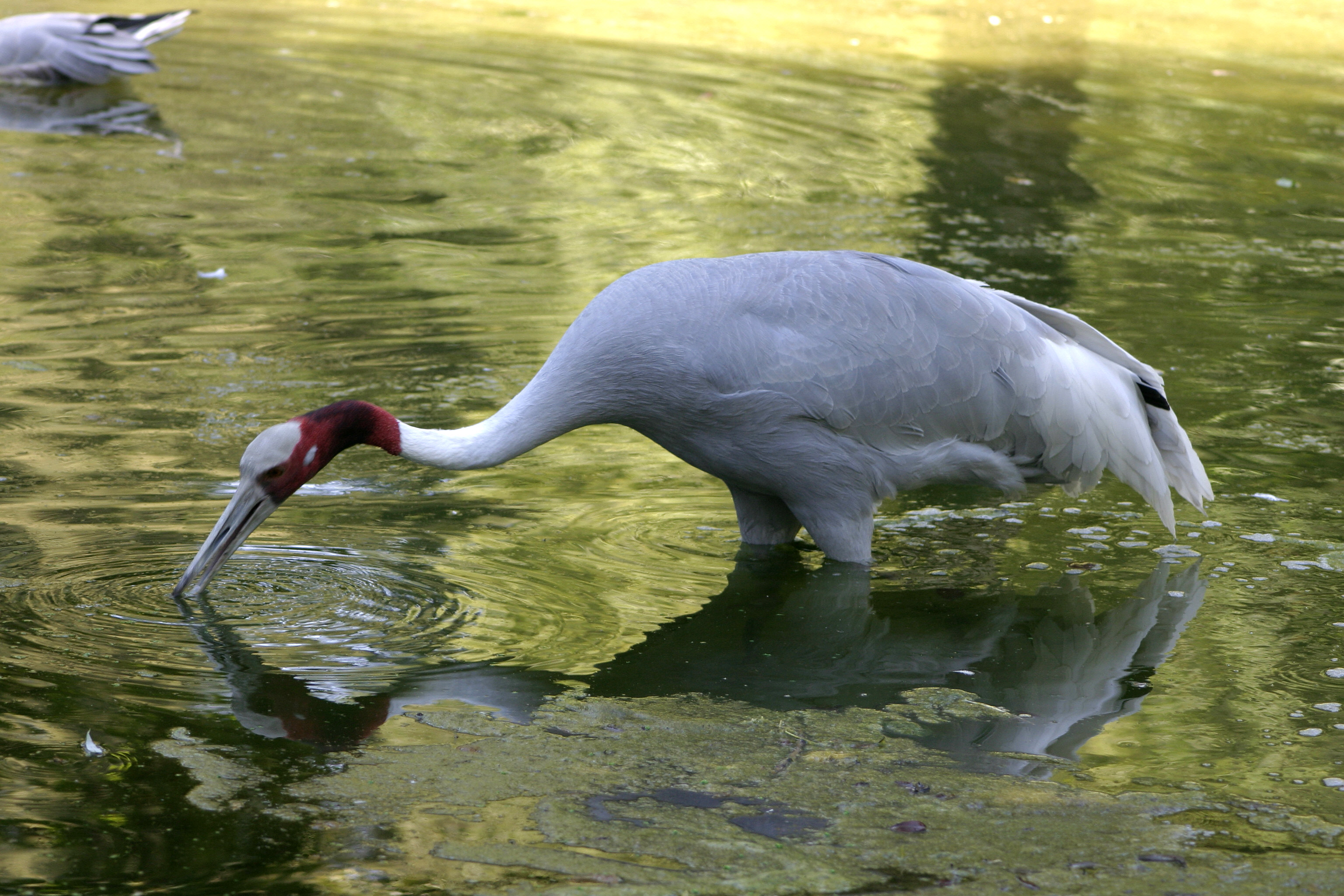

Журавлі всеїдні — поїдають як рослинну, так і тваринну їжу: пагони, кореневища і цибулини водних і навколо водних рослин; земляні горіхи арахіс, зерно, земноводних (в основному жаб), ящірок, змій, комах (зокрема коників), молюсків. Іноді живляться прісноводної рибою різних розмірів. Є повідомлення про поїдання яєць інших птахів, таких як чорний крижень (Anas poecilorhyncha), мала горлиця (Streptopelia senegalensis) і китайська горлиця (Streptopelia chinensis). 

## Загрози і охорона
Раніше індійський журавель був більш поширений і численні, але за останні роки в зв'язку з деградацією земель, придатних для гніздування, і збільшенням чисельності населення його популяція скоротилася. Однак у зв'язку з хорошою адаптацією цього виду до різних кліматичних умов (особливо підвиду G.a.antigone) і особливим заступництвом місцевого населення його чисельність в ряді регіонів залишається стабільною. Проте, основними факторами ризику цього виду називаються осушення боліт, освоєння земель під сільське господарство, забруднення навколишнього середовища, використання пестицидів і зростаюча щільність населення.
Птах включена в список Міжнародної Червоної книги, як уразливий вид.